# Tell Hamoukar
Koordinaten: 36° 48′ 43″ N, 41° 57′ 21″ O
Tell Hamoukar (arabisch حموقار, DMG Ḥamūqār) ist eine große Ausgrabungsstätte in der Region Dschaziras im Gouvernement al-Hasaka in Nordostsyrien, das in der Nähe der Grenze zum Irak und zur Türkei liegt. Die dort liegende Siedlung bestand gleichzeitig mit der Obed-Kultur bis zur frühen Uruk-Kultur. 2002 entstand ein erster Bericht einer amerikanischen Ausgräbergruppe.

## Geschichte
Um Hamoukar wurden Obsidian-Produktionsstätten gefunden. Keramik stammt aus der späten Uruk-Zeit, Niniveh V und der Akkad-Zeit. Die Stadt lag an einer wichtigen Handelsroute zwischen Anatolien und Südmesopotamien.
Die Ausgrabungen deuten darauf hin, dass Hamoukar ein Zentrum für die Produktion von Waffen und Werkzeugen aus Obsidian war. Da das vulkanische Gestein in der Gegend um Hamoukar nicht vorkommt, muss es herbeigeführt worden sein. Die nächstgelegenen Vorkommen befinden sich im Gebiet des Nemrut Dağı in der Türkei etwa 170 km nördlich der Stadt. Das bestätigen auch chemische Analysen des Obsidians. Bis dahin war man davon ausgegangen, dass das nördliche Mesopotamien unter dem Einfluss der südlicheren Städte, wie Ur oder Uruk stand. Die Funde in Hamoukar legen nahe, dass der Norden und Süden sich zeitweise unabhängig voneinander entwickelt haben.
Etwa 3500 bis 3200 vor Christus wurde die Stadt zerstört, die Region erst später durch die Sumerer neu besiedelt. Die geographische Lage der Stadt legt nahe, dass sie einem Erdbeben zum Opfer gefallen sein könnte. Die zahlreichen Grabstätten und der Zustand viele Häuser deuten allerdings darauf hin, dass die Stadt belagert und zerstört wurde. Daneben wurden auch große Mengen an Schleudergeschossen aus Ton gefunden. Das wäre der erste nachweisbare organisiert geführte Krieg. Die Stadt wurde wahrscheinlich bei der Expansion Uruks (um 3500 vor Chr.) als Konkurrentin militärisch ausgeschaltet. In späteren Schichten finden sich Überreste einer Handelskolonie Uruks in Hamoukar.